# Place de parking réservée aux femmes

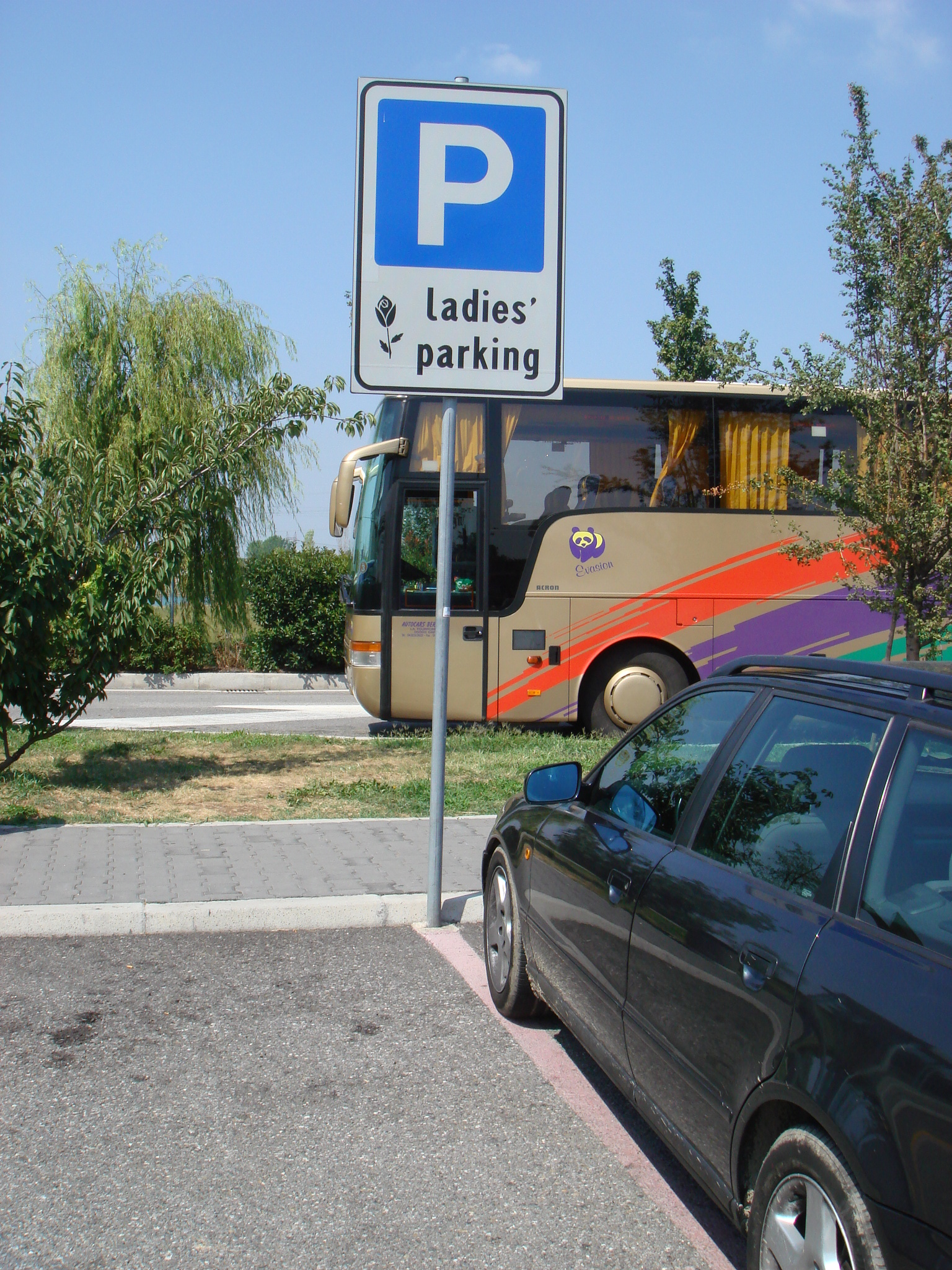
Parking réservé aux femmes sur une aire d'autoroute italienne.

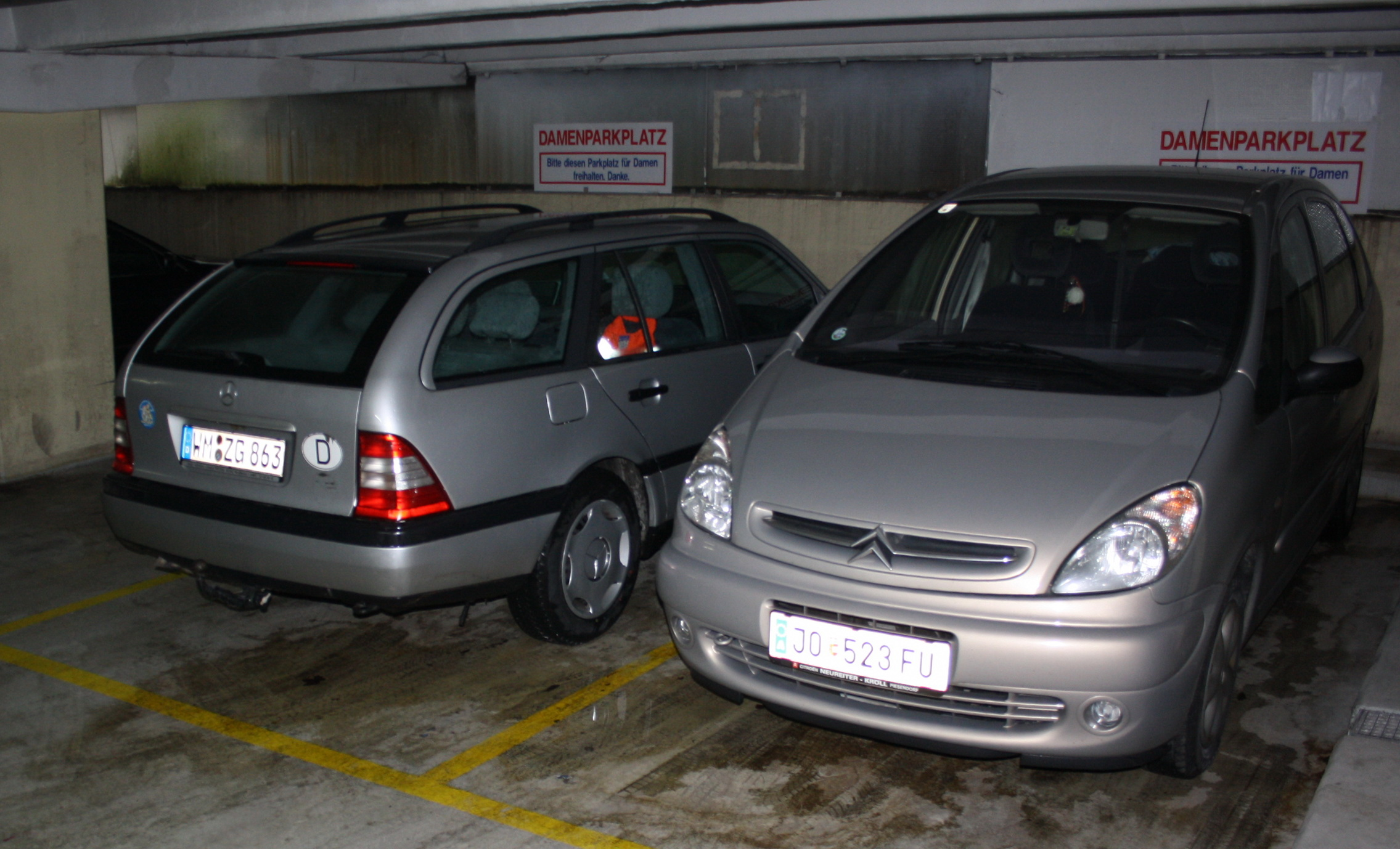
Parking réservé aux femmes dans un garage en Autriche.

Les places de parking réservées aux femmes sont des espaces de parking (en) situées dans des immeubles de parking (en) et des parkings réservés aux conductrices. Ces places sont souvent à proximité d'une sortie afin d'améliorer la sécurité des femmes, de faciliter le parking ou d'améliorer l'accès vers des commerces ou lieux de travail.
Afin d'améliorer la sécurité des femmes, certaines entreprises ont installé de meilleurs éclairages ou des caméras de surveillance dans les garages et ont réservé aux femmes certaines places de parking proches des issues. Certaines places de parking sont peintes en rose vif pour signaler leur fonction ou portent un écriteau « réservé aux femmes ». Certains espaces de parking pour femmes, par exemple dans des centres commerciaux et aéroports, sont aussi élargis pour faciliter la conduite.

## Histoire
D'après une étude du Bureau of Justice Statistics, 7,3 % des crimes violents se produisent dans des garages de parking.
Les places de parking réservées aux femmes sont d'abord instaurées en Allemagne pour améliorer la sécurité des conductrices et réduire les risques d'agression sexuelle. Cette initiative est née d'un sentiment d'insécurité exprimé par des femmes dans des garages, souvent sombres et déserts. Après l'Allemagne, d'autres pays — comme la Corée et la Chine — ont adopté des mesures similaires. L'établissement de ces places de parking est ensuite codifiée : dans certaines régions d'Allemagne, les parkings doivent réserver au moins 30 % des places aux conductrices.

## Par pays

### Allemagne
Dans les législations sur les garages au Bade-Wurtemberg, les grands garages doivent réserver au moins 10 % des places aux conductrices. Au Brandebourg, ce taux passe à 30 %.
L'organisme allemand fédéral contre les discriminations déclare, sur son site web, que l'ouverture de places de parking pour femmes n'enfreint pas la loi sur l'égalité, car les femmes ont davantage de risques que les hommes d'être victimes de violences sexuelles. Le bureau d'enquêtes pénales de la Hesse estime que réserver des places aux femmes constitue le moyen idéal d'offrir un sentiment de sécurité aux conductrices. Toutefois, d'après les statistiques pénales fédérales émises par la police allemande, les agressions sur les femmes ne sont pas plus fréquentes dans les garages que dans d'autres lieux. Dans la Hesse, en 2003, seul un crime sur 1 000 commis dans un garage était à caractère sexuel.
Une petite ville dans le Sud de l'Allemagne, Triberg, a instauré en 2012 un dispositif antonyme : la place de parking réservé aux hommes (en), ce qui a provoqué des polémiques. Les deux places en question sont d'un accès nettement plus incommode que les places habituelles. En guise d'humour, ces deux places étaient ornées du symbole de Mars.

### Chine
Dans la province chinoise du Hebei, des places de parking réservées aux femmes sont ouvertes près des centres commerciaux. Plus larges, elles sont signalées par des couleurs différentes des autres places. Cette initiative vise à faciliter le parking pour les femmes, d'après le représentant d'un centre commercial. Au Wonder Mall, l'un des trois niveaux de parking souterrain est réservé aux femmes,.

### Corée du Sud
En 2009, la Mairie de Séoul peint 4 929 places de parking en rose à des emplacements permettant de réduire la distance de marche avec leur destination et pour faciliter le déplacement sur des talons hauts. Elles affichent le symbole traditionnel des femmes (comme dans les toilettes publiques). Elles ne visent pas à humilier les femmes mais à ajouter une « touche féminine » dans la ville.
Comme en Europe, ces places de parking se situent à proximité des accès dans les garages sombres. En outre, les autorités expliquent que la conception d'un environnement qui facilite la vie aux femmes ne reflète pas une volonté de favoriser celles-ci au détriment des hommes, mais de créer un environnement où chacun se sente en sécurité.
Cependant, en 2023, ces places sont supprimées et dorénavant réservées aux familles avec enfants,.

### France
Fin août 2024 le maire de Metz annonce tester la réservation « aux femmes les places les plus proches de l'entrée-sortie » à la suite du viol d'une conductrice dans un parking souterrain ,. Cette mesure n'a toutefois aucun fondement juridique, rendant impossible en France l'application d'une sanction à l'encontre d'hommes ou de personnes trans utilisant de telles places pour se garer .

### Indonésie
Certains centres commerciaux à Jakarta, Surabaya et Bandung possèdent des places de parking réservées aux femmes,.

## Critiques
Certaines femmes acceptent mal que les places à leur intention soient plus large car elles estiment que cet aménagement sous-entend qu'elles sont de mauvaises conductrices. Des hommes ont aussi mal accueilli ces mesures, estimant que les femmes reçoivent un traitement préférentiel. Ces hommes n'ont pas compris non plus pourquoi les jeunes conductrices peuvent accéder à des places plus larges alors qu'il n'existe aucun aménagement similaire pour les jeunes conducteurs hommes, alors que les deux genres passent le même examen pour recevoir leur permis de conduire. Ces hommes pensent que ces installations vont à l'encontre de l'égalité des sexes. L'initiative prise à Triberg de prévoir deux places réservées aux hommes dans des lieux d'accès difficile alimentent davantage leur avis que les hommes sont discriminés en raison de leurs capacités supposées à conduire.
Une autre critique porte sur l'objectif de prévoir des signes distinctifs dans la société. Ces systèmes de signalisation servent principalement à offrir aux femmes un itinéraire plus sécurisé dans les déplacements à pied. Toutefois, ces critiques soulignent que les hommes sont les principales victimes de meurtre et que ne pas offrir d'itinéraire sécurisé aux hommes est illogique, puisqu'ils risquent davantage d'être victimes de meurtres.
Face aux critiques, des membres du gouvernement ont déclaré que les femmes disposent d'accès plus proches des sorties afin de ne pas les obliger à une longue marche quand elles ont des enfants. Ils ont également déclaré que les places de parking réservées aux femmes sont plus larges pour que les femmes puissent plus facilement faire sortir les enfants du véhicule. Ce à quoi certains hommes ont répondu que cet avis repose sur l'idée que seules les femmes s'occupent des enfants.
D'après une enquête sur les espaces à risque dans l'aménagement urbain, les hommes comme les femmes ont une perception décalée des risques par rapport à la réalité et les espaces à risque diffèrent selon le genre. Les femmes ont plus à craindre dans les espaces personnels et les domiciles alors que les hommes sont davantage objets (et largement sujets) aux agressions à l'extérieur. L'autrice de cette enquête, qui cite l'ouvrage Sphinx in the City, estime que les femmes tendent à surestimer les dangers qu'elles courent en milieu urbain. Un autre auteur se montre réservé sur l'effet positif de ces places réservées aux femmes et les voit plutôt comme une sorte de réaction négative qui perpétue le stéréotype de la « demoiselle en détresse » au lieu de se concentrer sur les violences réellement commises,.